# Hydrocotyle burmanica
Hydrocotyle burmanica là một loài thực vật có hoa trong Họ Cuồng. Loài này được Kurz mô tả khoa học đầu tiên năm 1874.